# IC 3407
IC 3407 је спирална галаксија у сазвјежђу Береникина коса која се налази на листи објеката дубоког неба у Индекс каталогу.
Деклинација објекта је + 27° 46' 42" а ректасцензија 12h 29m 3,9s. Привидна величина (магнитуда) објекта IC 3407 износи 13,9 а фотографска магнитуда 14,7. IC 3407 је још познат и под ознакама UGC 7615, MCG 5-30-5, CGCG 159-5, KUG 1226+280, IRAS 12265+2803, PGC 41112.